# 別所重宗
別所 重宗（べっしょ しげむね）は、戦国時代から安土桃山時代にかけての武将、大名。名は重棟（読み同じ）とも。

## 生涯

### 前半生
播磨国美嚢郡の三木城（兵庫県三木市）を本拠とする、別所村治（就治）の三男として生まれる。
天文21年（1552年）の時点で、重宗は貞岳宗永と名乗り、加東郡垂井荘の徳岩寺（小野市）の住持を務めている。叔父・西花宗竹の跡を継いだもので、「実に英俊の少年也」と賞された。
永禄2年（1559年）には、父・村治が攻略した依藤氏の居城・豊地城（小野市）へと入った。
長兄・安治は永禄11年（1568年）2月を最後に史料上から姿を消し、その子・長治が家督を継ぐ。重宗は次兄の吉親（賀相）と共にその補佐役となった。
永禄11年（1568年）9月、織田信長に擁され足利義昭が上洛すると、別所氏はそれまで協力関係にあった三好三人衆と手を切って、義昭・信長方に付いたものとみられる。
『別所長治記』によると、永禄12年（1569年）1月、重宗は別所氏を代表して三好三人衆らとの戦いに出陣し、将軍・義昭からその活躍を褒されたという。これにより重宗は増長し、吉親と不和になったとされる。
永禄13年（1570年）1月、信長が近国の大名らに上洛を促したが、重宗も長治と共にその対象となっていた。これは、重宗が別所家と別家扱いされたためとみられる。同年9月、重宗は野田・福島の戦いに参陣。天正3年（1575年）7月及び天正4年（1576年）11月、長治と共に上洛して信長に謁見した。天正5年（1577年）2月には雑賀攻めに加わっている。
天正5年（1577年）10月、播磨平定のため羽柴秀吉が播磨に入国し、同年12月、秀吉は重宗の娘と黒田孝高の嫡男・長政の縁組を進めた。

### 三木合戦と戦後の重宗
天正6年（1578年）2月、または3月初頭、長治は吉親らと共に信長から離反した（三木合戦）。重宗は長治らを説得したが叶わず、織田方に付く重宗は別所宗家と敵対することとなった。
同年4月2日、重宗の守る加古郡阿閇城（加古川市）が、別所氏を支援する毛利軍と紀伊雑賀衆により攻められたが、黒田孝高の援軍を受けこれを撃退した。また、この月の12日にかけて行われた野口城（加古川市）攻めに加わって、重宗は負傷している。6月には梶原景秀の守る高砂城（高砂市）を攻めている。
天正8年（1580年）1月15日、重宗は三木城への使者となり、長治・吉親・友之（長治の弟）に切腹を勧めた。それを受け入れた長治らは同月17日に自害し、三木城は開城した。
その後間もなく剃髪したのか、天正13年（1585年）6月に津田宗及の茶会に参加した際の記録に「別所孫右入（入道）」と記されている。
この年の閏8月、重宗は秀吉から但馬国に1万5千石、または1万2千石を与えられ、八木城へと入城した。その後は九州平定や小田原征伐に従軍し、のち堺に隠居したという。
天正19年（1591年）6月6日、死去した。

## 妻子
福島正則の姉を娶り、その子の正之は正則の養嗣子（後に廃嫡）となっている。

## 系譜
- 父：別所就治（1502–1563）
- 母：不詳
- 正室：福島正信娘[27]
  - 七男：福島正之（?–1601/1607[29]） - 福島正則の養子[27][28]。諱は正信とも[30][注釈 2]。
- 生母不明の子女
  - 嫡男：別所吉治（1579–1654）
  - 次男：別所宗治（?–1615[31]） - 徳川秀忠に仕え、大坂の陣の際に天王寺表で戦死（天王寺・岡山の戦い）[32]。信治が跡を継いだ[33]。
  - 三男：別所蔵人（?–1615[34]） - 諱は信範、信正、治範[3]。豊臣秀吉・秀頼に仕え、大坂の陣で豊臣方として戦死、または自害[3][注釈 3]。
  - 四男：別所重家（1588–1646[36]） - 松平忠吉、徳川家康に仕える[36][注釈 3]。
  - 男子：井上五郎左衛門[28][30]
  - 男子：別所内膳[28][30]
  - 女子：別所孫次郎室[28][30]

## 関連作品
- 軍師官兵衛（2014年、演：佐戸井けん太）